# Ebba Mauritzdotter Lewenhaupt

Vapensköld för ätten Leijonhufvud och Lewenhaupt.

Ebba Mauritzdotter Lewenhaupt, också känd som Ebba Mauritzdotter Leijonhufvud, född 1595, död 25 januari 1654 på Tullgarns slott, var en svensk hovfunktionär och donator. Hon var hovmästarinna och senare fostermor åt drottning Kristina. Hon var också känd för sina donationer till kyrkor. Ebba Mauritzdotter var grevinna till Raseborg, fru till Kägleholm, Eksjöhovgård och Tullgarns slott.

## Biografi
Ebba Mauritzdotter var dotter till greve Mauritz Stensson Leijonhufvud och grevinnan Amalia von Hatzfeld. Hon gifte sig 28 november 1613 i Stockholm med greve Svante Sture, råd och kansler hos hertig Johan av Östergötland. 1615 föddes deras dotter Anna Svantesdotter. 
Hon blev änka 1616 och gifte om sig 8 februari 1618 på Kägleholm med riksrådet och generalguvernören Claes Horn av Kanckas. Hon följde honom uppenbarligen till Tyskland, då Horn fick en tjänst där 1631. Hon blev änka för andra gången 1632. 
Hon återvände till Sverige 1633 tillsammans med drottning Maria Eleonora, i sällskap med sin förre makes brorsdotter Agneta Horn. Hon var fostermor till Agneta Horn till och från 1631–1636 och 1642–1643. Hon nämns som en hård vårdnadshavare i Agneta Horns berömda memoarer: 
"Och var jag med där hos fru Ebba och slet ont där, såväl som alltid. Och var där många furstliga personer och andra av förnämt folk, som kände min herr far och frumor och mina föräldrar, som såge, att jag var så mycket illa och hårt hållen av fru Ebba, vilka hjärtelig ynkade sig över mig. Och dronningen själv, när hon såg det, att fru Ebba var så ond emot mig och slog mig så oerhört mycke och under tiden [ibland] för ingenting utan, när hon blev ond på någon, den hon inte kunde bryta ut sitt onda sinne på, så måste jag betala det och hålla här och umgälla, vad de andra brutit henne emot."
Agneta Horn, som tillbringade sin barndom dels hos sin mormor och dels hos Ebba, anklagar Ebba för att utsätta henne för ständig misshandel de gånger Ebba hämtat henne från hennes mormor, och att hon låg i konflikt med Agneta om faderns omgifte liksom om Agnetas eget giftermål, och försökte förtala Agneta inför hennes far och styvmor.

### Hovkarriär
Ebba Mauritzdotter utnämndes 1633 till hovmästarinna hos drottning Kristina. Hon ersattes dock redan året därpå av Elisabet Gyllenstierna. När drottning Kristinas faster och vårdnadshavare Katarina avled 1638, fanns det ett behov av att utse en ny fostermor åt den ännu minderåriga monarken. Riksrådet beslöt då att Kristina skulle ha flera hovmästarinnor, för att undvika att hon blev beroende av en enda person och gunstling.
Rådet utsåg år 1639 två kvinnor som skulle fungera som Kristinas fostermödrar, och två som skulle rollen som hovmästarinnor: alla fyra fick dock rent formellt titeln hovmästarinna. Ebba Leijonhufvud blev tillsammans med Christina Nilsdotter (Natt och Dag) utsedd till fostermor eller "Upptuktelse-Förestånderska", medan Beata Oxenstierna och Ebba Ryning blev hovmästarinnor. Oxenstierna kallades även överhovmästarinna, vilket då var en ny titel. Rådet motiverade sina val av fostermödrar med att båda utmärktes av egenskaperna "ärlighet och dygd, allvarsamhet och stadighet". I fallet Ebba Leijonhufvud tillkom motiveringen att hon ansågs ha gett sin dotter Anna Margareta Sture en idealisk uppfostran. Ebba Leijonhufuvd var genom sin dotter Anna Margareta svärmor till Johan Axelsson Oxenstierna, Axel Oxenstiernas son.
Rådets beslut att utse flera fostermödrar åt Kristina för att undvika att hon fäste sig för mycket vid en person var en metod som fungerade, eftersom Kristina inte tycks ha fäst sig vid någon av dem. Förutom Ebba Sparre nämns endast två hovdamer som Kristina ägnade något intresse, lady Jane Ruthven och Louise van der Nooth: själv nämner hon endast sina hovdamer i sina memoarer för att jämföra dem med sig själv till sin egen fördel och poängtera hur mycket hon skilde sig från dem genom sitt "manliga" uppträdande. Kristina skrev senare: "Jag kände förakt för alla i min omgivning, och särskilt kvinnorna i min uppvaktning, från vilka jag inte tålde den minsta rättelse".

### Donator
Ebba Mauritzdotter gjorde sig även känd som donator till kyrkan. 1633 donerade hon till Uppsala domkyrka hundra riksdaler till storklockans omgjutning. 1645 donerade hon till Ödeby kyrka en silvervinkanna, märkt med hennes och hennes makars initialer och vapen. 1653 testamenterade hon till Uppsala domkyrka en silverljuskrona jämte räntor av frälsegods i Småland till orgel och predikstol.
Ebba Mauritzdotter avled 1654 och begravdes 1655 i Sturegraven i Uppsala domkyrka. Hennes enda barn Anna avled barnlös före henne, och hon gjorde sin före detta svärson, riksrådet greve Johan Axelsson Oxenstierna, till sin universalarvinge.